# Керанигандж
Керанигандж (бенг. কেরানীগঞ্জ, англ. Keraniganj) — город в центральной части Бангладеш, административный центр одноимённого подокруга. Расположен к юго-западу от города Дакка, на берегах реки Буриганга.